# 柴田光蔵
柴田 光蔵（しばた みつぞう、1937年1月1日 - 2022年11月8日）は、日本の法学者（ローマ法・比較法文化論）。京都大学名誉教授。法学博士（京都大学）。

## 人物
幼少期よりギリシア神話・ローマ神話の本をきっかけに、西洋古典古代の歴史に興味を持つ。京都大学法学部入学後、最初の3年間は司法試験と公務員試験の勉強に取り組むが、3回生の秋に杉村敏正の行政法ゼミからローマ法ゼミに転籍してローマ法学者・田中周友と出会ったこともあり、3回生の期末試験後、ローマ法の研究者になることを決意する。
4回生の秋、京都大学文学部で「ローマ史」を教えていた井上智勇に「ローマ史研究の中で、もっともわかりにくいところは何でしょうか」と尋ねたところ「裁判だよ」との回答を得て、ローマ史という枠組みの中でローマ法の研究を試みる、という姿勢を決めた。柴田の裁判制度研究の最初の成果は、博士論文「ローマ裁判制度研究―元首政時代を中心として」に現れた。
京都大学卒業後、すぐに学卒助手として京都大学の教員に採用された。そのため、大学院において指導教授に研究指導を受けた経験がないが、このように最初から独学・自立で研究生活をスタートしたことは、柴田の研究生活にとってプラスにもマイナスにもなったという。ローマ法研究においては「タテマエ・ホンネ二元論」を唱える。これは古代ローマやローマ法を分析する際の柴田独自の視角で、タテマエ（論理・理論）に対するものとしてのホンネ（実相・現実）を配置し、裁判世界をタテマエとホンネの交錯する場として二元論的に考察するものである。この枠組みはのちに現代日本法の分析にも適用され、その成果は『法のタテマエとホンネ』や『タテマエの法・ホンネの法』として出版された。ローマ史・ローマ法全般にわたる研究のほか、法格言を含むラテン語の格言全般や、法律ラテン語の研究も行い、『法学ラテン語綱要』を手はじめに、『法律ラテン語格言辞典』や『法律ラテン語を学ぶ人のために』といった入門書・解説書を出版した。1970年に東京大学法学部のテキストとして「法学史」が編まれることになった際は、東京大学のローマ法担当の片岡輝夫に代わり「ローマ法学」の章を執筆した。また、京都大学文学部の言語学講座担当だった泉井久之助の要請で西洋古典学の松平千秋やイタリア文学の野上素一らと共に「キケロー研究会」に参加し、弁論家キケローが行った弁護弁論の大部分を翻訳・紹介した。2000年に京都大学を定年退官後は、同門だった野上義博と谷口昭の紹介で名城大学に非常勤講師の職を得た。
「現代のローマ人」というニックネームを持つ。これは柴田の趣味であるテニス（硬式ダブルス）において、柴田の「古代ローマ人」のごとく過激で超攻撃的な、勝負に強くこだわるプレースタイルを見たテニス仲間がつけたという。「柴田節」と形容されるローマ人流のレトリックを用いた語り口の講義を行う。20世紀のロマニスト（ローマ法研究者）を自任し、「古代ローマ法の語り部」の役割を引き受けることが自らの使命であると考えている。2014年以降、「現代日本法の語り部」へと変身する決意を示す。
2013年から2018年にかけて、それまでの研究の成果を350万字に及ぶ「ROMAHOPEDIA（ロマホペディア） ローマ法便覧（五部作）」としてまとめ、京都大学の図書館が運営する学術情報リポジトリ「紅」に公開した。
2016年11月、瑞宝中綬章を受章。
2022年11月8日、老衰のため死去。85歳没。死没日付をもって正四位に叙された、

## 略歴
- 1937年 - 京都府に生まれる
- 1959年 - 京都大学法学部卒業、同助手
- 1961年 - 同助教授
- 1962年 - イタリアにて在外研究（ - 1964年）
- 1973年 - 京都大学教授
- 2000年 - 同定年退官
- 2022年11月8日 - 死去。

## 著作

### 単著
- 『ローマ裁判制度研究―元首政時代を中心として』（世界思想社、1968年・増補版1970年）
- 『イタリアの大学問題』（世界思想社、1970年）
- 『古代ローマの刑事裁判』（世界思想社、1971年）
- 『ローマ法の基礎知識』（有斐閣、1973年）
- 『動詞全変化表・語尾逆引表』（玄文社、1976年）
- 『法学ラテン語綱要』（玄文社、1976年・増補版1979年）
- 『ローマ法ラテン語用語辞典』（玄文社、1976年・増補版1980年）
- 『ローマ法概説』（玄文社、1979年）
- 『ローマ法概説 増補版』ISBN 978-4-87609-066-2（玄文社、1983年）
- 『法のタテマエとホンネ―日本法文化の実相をさぐる』ISBN 978-4-641-02299-7（有斐閣、1983年・新増補版1988年）
- 『法律ラテン語格言辞典』ISBN 978-4-87609-115-7（玄文社、1985年）
- 『法律ラテン語辞典』ISBN 978-4-535-57554-7（日本評論社、1985年）
- 『法のタテマエとホンネ―日本法文化の実相をさぐる 増補版』ISBN 978-4-641-02481-6（有斐閣、1986年）
- 『法格言ア・ラ・カルト 活ける法学入門』ISBN 978-4-535-00807-6（日本評論社、1986年）
- 『ことわざの知恵・法の知恵』ISBN 978-4-06-148866-3（講談社〈講談社現代新書〉、1987年）
- 『ローマ法フォーラム (1)』ISBN 978-4-87609-136-2（玄文社、1987年）
- 『法のタテマエとホンネ―日本法文化の実相をさぐる 新増補版』ISBN 978-4-641-18091-8（有斐閣、1988年）
- 『ローマ法フォーラム (2)』ISBN 978-4-87609-152-2（玄文社、1988年）
- 『ローマ法フォーラム (3)』ISBN 978-4-87609-158-4（玄文社、1989年）
- 『ローマ法フォーラム (4)』ISBN 978-4-87609-169-0（玄文社、1991年）
- 『ローマ法フォーラム (5)』ISBN 978-4-87609-179-9（玄文社、1991年）
- 『古代ローマ物語<PART 1>』ISBN 978-4-535-57923-1（日本評論社、1991年）
- 『古代ローマ物語<PART 2>』ISBN 978-4-535-57931-6（日本評論社、1991年）
- 『ローマ法フォーラム (6)』ISBN 978-4-87609-195-9（玄文社、1993年）
- 『ローマ法フォーラム (7)』ISBN 978-4-87609-201-7（玄文社、1994年）
- 『ローマ法格言を読み解く (1)』ISBN 978-4-87609-202-4（玄文社、1994年）
- 『ローマ法格言を読み解く (2)』ISBN 978-4-87609-203-1（玄文社、1994年）
- 『法律ラテン語の世界―ローマ法へのアプローチ』ISBN 978-4-88730-190-0（大学教育出版、1997年）
- 『ことわざの法律学―現代日本の実相分析』ISBN 978-4-426-33800-8（自由国民社、1997年）
- 『法律ラテン語を学ぶ人のために』ISBN 978-4-7907-0811-7（世界思想社、2000年）
- 『タテマエの法・ホンネの法[第4版]』ISBN 978-4-535-51703-5（日本評論社、2009年）
- 『タテマエ・ホンネ論で法を読む』ISBN 978-4-87798-674-2（現代人文社、2017年）

### 共著
- （矢野暢ほか） 『いま、国家を問う』ISBN 978-4-7548-1033-7（大阪書籍、1984年）
- （柴田信子）『ルソー「社会契約論」を読み解く―仏・伊・独・英・露・邦語めぐり』ISBN 978-4-87534-302-8（行路社、1995年）

### 共編著
- （林信夫・佐々木健）『ラテン語法格言辞典』ISBN 978-4-903425-60-3（慈学社出版、2010年）

### 翻訳
- （マックス・カーザー）『ローマ私法概説』（創文社、1979年）